# 扇情主義
扇情主義（せんじょうしゅぎ、センセーショナリズム、英: sensationalism）は、故意に聴衆・大衆の感情を煽り、掻き立てるようなやり方で、注目・関心を浴びたり、思い通りの方向に動かそうとする策略のこと。主に、政治家やマスメディアの報道、企業のマーケティングに対して用いられ、批判の対象とされる。
扇情の材料としては、性・暴力・民族主義・災害・政治家や著名人のスキャンダルなどが主に用いられる。

## 歴史
扇情主義の歴史は古く、民主制を敷いた古代ギリシャのポリス・アテナイでは、いかに民衆を扇情し、説得するかが、レトリックの主題であった。